# Valentín Cañedo Miranda
Valentín Cañedo Miranda (Oviedo, 14 de febrer de 1806 - Madrid, 8 de gener de 1856) fou un militar espanyol, capità general de València durant el regnat d'Isabel II d'Espanya.

## Biografia
Era fill de Nicolás Cañedo y Valdés Prado, comte d'Agüera, i Ramona Miranda. El 1825 ingressà com a alferes a la Guàrdia Reial d'Infanteria i el 1827 a la Cort. En 1828 fou destinat al castell de Montjuïc i a la ciutadella de Barcelona. En 1830 tornà a Madrid amb el grau de tinent i en 1833 fou destinat al País Basc per lluitar en la primera guerra carlina, destacant a Gernika, Altsasu, Olazagutia i Mendaza, on fou ferit, En 1834 fou nomenat ajudant de Ramon de Meer i Kindelán i en 1835 participà en els combats a Baztan, Los Arcos i Bilbao. En 1836 fou destinat a l'Exèrcit del Centre i ascendit a capità, combatent a Guadalajara i Ademús contra Ramon Cabrera. En 1837 fou ascendit a tinent coronel i destinat a Navarra i La Rioja. En 1838 participà en la presa de Peñacerrada, en la batalla de Baroja i el setge d'Estella, i fou ascendit a coronel. En 1839, després del conveni de Bergara, fou l'encarregat de dissoldre l'exèrcit carlí basconavarrès.
Després de la guerra va romandre a Pamplona fins que en 1841 fou nomenat cap d'Estat Major d'Extremadura. El 1843 fou cap d'Estat Major de Burgos i ascendit a mariscal de camp, alhora que donava suport als qui es van alçar contra Baldomero Espartero. En maig de 1844 fou comandant militar de Cadis i en 1845 capità general d'Aragó, on va sufocar una revolta i va organitzar partides per evitar l'extensió de la guerra dels matiners. El juliol de 1847 fou nomenat capità general de Galícia.
En 1849 fou ascendit a tinent general i de 1851 a 1852 fou Capità general de València. En 1852 fou nomenat capità general de Castella la Nova i poc després capità general de Cuba, on va fer fracassar una insurrecció i va intentar millorar les condicions de les tropes. En 1853 va tornar a la Península. Després del triomf de la vicalvarada se li va oferir novament la capitania de Castella la nova, però no la va acceptar.